# سام محمودی

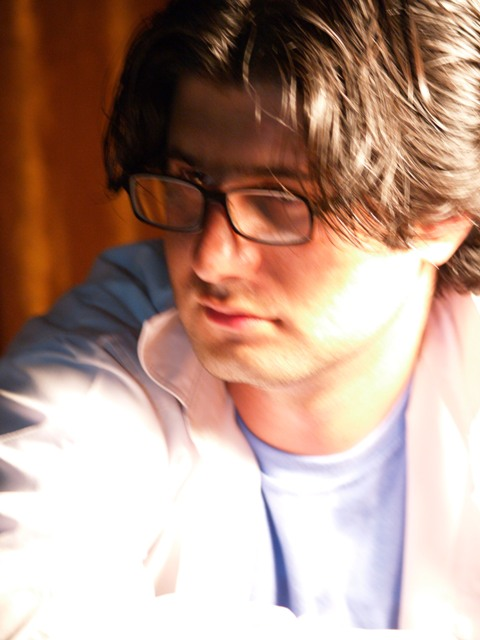
سام محمودی سرابی؛ روزنامه‌نگار، شاعر، نویسنده، وبلاگ نویس، زندانی سیاسی

سام محمودیِ سرابی شاعر، نویسنده و روزنامه‌نگار ۲۰ مهرماه ۱۳۵۵ در تهران به دنیا آمد.

## زندگی‌نامه
محمودی سرابی دانش‌آموخته فلسفه دانشگاه تهران در مقطع کارشناسی ارشد است و فعالیت‌های مطبوعاتی خود را از ۱۳۷۲ آغاز کرد. او عضو هیئت تحریریه روزنامه‌ها و مجلاتی نظیر کیهان، اطلاعات، همشهری، حیات نو، راه‌مردم، آزاد، اسرار، همبستگی، بهار، اعتماد، شرق، کتاب‌هفته، نگاه‌هفتم، کتاب ماه فلسفه و ماهنامه انصاف با سمت‌های مختلف نظیر خبرنگار، دبیر گروه، دبیر تحریریه، معاون سردبیر و سردبیر بوده‌است.
او پس از خروج از کشور مدتی در امور خاورمیانه و شمال آفریقا (MENA) مشاور سازمان دیدبان حقوق بشر «HRW» بود و چند سالی را نیز به‌صورت حق‌التحریری با رسانه‌هایی نظیر رادیو زمانه، روزآنلاین، شرق پارسی (بخش فارسی روزنامه الشرق‌الاوسط لندن)، خودنویس و… همکاری کرد. «محمودی سرابی» که به همراه مجید نیکنام، بابک اجلالی، روح‌الله زم و احمد شمس از بنیانگذاران رسانه خبری «آمدنیوز» به‌شمار می‌آید پس از آغاز به کار آمد نیوز مدتی سردبیر این رسانه بود و پس از حدود ۲ سال همکاری با آن به دلایل نامعلومی از سردبیری این رسانه کناره‌گیری کرد. کانال تلگرامی «صدای مردم» دلیل استعفای او را ادامه درمان بیماری سخت این روزنامه‌نگار عنوان کرده‌است. او در سال ۱۳۹۶ در مصاحبه ای با صدای آمریکا مدعی شد که  الگو:روح‌الله زم الگو:آمدنیوز را به وی واگذار کرده‌است و به صورت رایگان در حال اداره این خبرگزاری است.
او هم‌اکنون در ونکوور کانادا مشغول کار پژوهشی پیرامون تاریخ معاصر ایران و به‌ویژه پژوهش دربارهٔ تبارشناسی ساخت‌گرایانه کشتار زندانیان سیاسی ایران در تابستان ۱۳۶۷ و جریان‌ها و چهره‌های برجسته تاریخ چپ در ایران نظیر مصطفی شعاعیان، تقی شهرام و… است.

### بازداشت و زندان
سام محمودیِ سرابی به دفعات و در سال‌های مختلف بازداشت و زندانی شده‌است. وی ابتدا در ۲۱ تیر ماه ۱۳۷۸ به دلیل حضور در اعتراضات دانشجویی کوی دانشگاه تهران به اتهام اجتماع و تبانی بر علیه امنیت ملی، فعالیت تبلیغی علیه نظام جمهوری اسلامی و… بازداشت شد و به مدت ۱۷۷ روز در سلول‌های انفرادی زندان‌های مختلفی از جمله توحید، سئول و… به‌سر برد.
هم چنین در ساعت ۴ صبح هشتم دی ماه سال ۱۳۸۸ به دلیل سرودن شعر اعتراف برای زندانیان سیاسی (محمدعلی ابطحی، محسن امین زاده و حمزه کرمی) و نوشتن نامه سرگشاده‌ای برای میرحسین موسوی و مهدی کروبی، به جرم اقدام علیه امنیت ملی، نشراکاذیب به قصد تشویش اذهان عمومی، تبلیغ علیه‌نظام، توهین به رهبری و توهین به مقامات جمهوری اسلامی بازداشت و پس از پشت‌سر گذاشتن ۴۴ روز در بندهای ۲۴۰، ۲۰۹ و قرنطینه ۷ زندان اوین، ساعت ۱۱ شب ۲۲ بهمن ماه با قرار وثیقه ۳۰۰ میلیون تومانی آزاد شد.
او پس از یک بازداشت کوتاه ۱۳ روزه از دهم تا بیست و چهارم آبان‌ماه ۱۳۸۹ توسط الگو:سازمان اطلاعات سپاه پاسداران انقلاب اسلامی، در ۱۰ اسفند ۱۳۸۹ نیز در پی احضار قاضی سانیاری دادیار شعبه هشت دادگاه انقلاب اسلامی تهران پس از تفتیش منزلش توسط نیروهای امنیتی، بار دیگر بازداشت شد و در بند ۲۴۰ و ۳۵۰ زندان اوین با وجود بیمار بودن از ملاقات حضوری محروم بود. به گفته عالیه جنگی مادر سام محمودی، نوشتن شعر "من اعتراف می‌کنم، نگارش نامه سرگشاده به میرحسین موسوی و مهدی کروبی، تدوین رساله شیوه‌های مدیریت بازجویی و نوشتارهای مطبوعاتی این روزنامه نگار از جمله مواردی هستند که بازپرسی زندان اوین با استناد به آن‌ها محمودی سرابی را به تبلیغ علیه نظام، اقدام علیه امنیت ملی و توهین به رهبری متهم کرده‌است. محمودی پس از گذراندن بیش از پنج ماه حبس، در تاریخ ۲۱ مرداد ۱۳۹۰ از زندان اوین آزاد شد.
سام محمودی چند روز پیش از آزادی در مرداد ۱۳۹۰، در روز خبرنگار بیانیهٔ ۱۴ روزنامه‌نگار زندانی دربارهٔ وضعیت رهبران جنبش سبز را نیز امضا کرده بود. وی همچنین بکی از ده‌ها زندانی بند ۳۵۰ زندان اوین بود که شهادت نامه‌ای را دربارهٔ نحوه کشته شدن هدی صابر امضا کرد.
سام محمودی در مهر ۱۳۹۱ (شمسی) به اتهام اجتماع و تبانی علیه امنیت کشور، تبلیغ علیه نظام، نشر اکاذیب به‌قصد تشویش اذهان عمومی و توهین به رهبری در شعبه ۱۵ دادگاه عمومی و انقلاب تهران به ریاست قاضی صلواتی مجموعا به هشت سال حبس( چهار سال حبس تعزیری، چهار سال زندان تعلیقی) و ۱۰ سال محرومیت از کلیه فعالیت‌های رسانه‌ای محکوم شد.